# Europese kampioenschappen atletiek 1962 – marathon
Het Europees kampioenschap marathon van 1962 werd gehouden in Belgrado. In totaal finishten 22 marathonlopers de wedstrijd.
Marathonwedstrijden voor vrouwen bestonden er in die tijd nog niet.

## Uitslagen
| rang   | naam                   | land | tijd      |
| ------ | ---------------------- | ---- | --------- |
| Goud   | Brian Kilby            | GBR  | 2:23.18,8 |
| Zilver | Aureel Vandendriessche | BEL  | 2:24.02,0 |
| Brons  | Viktor Baykov          | URS  | 2:24.19,8 |
| 4      | Alastair Wood          | GBR  | 2:25.57,8 |
| 5      | Pavel Kantorek         | TCH  | 2:26.54,4 |
| 6      | Sergej Popov           | URS  | 2:27.46,8 |
| 7      | Thyge Thørgersen       | DEN  | 2:30.04,8 |
| 8      | Ivan Mustapic          | YUG  | 2:30.23,4 |
| 9      | Stanislaw Ozog         | POL  | 2:30.32,2 |
| 10     | Vaclav Chudomel        | TCH  | 2:30.33,0 |
| 11     | Tenho Salakka          | FIN  | 2:33.00,0 |
| 12     | Eino Oksanen           | FIN  | 2:33.40,8 |
| 13     | Albert Messitt         | IRL  | 2:34.55,2 |
| 14     | Franjo Skrinjar        | YUG  | 2:36.14,8 |
| 15     | Béla Szalay            | HUN  | 2:36.38,0 |
| 16     | Bruno Bartholome       | GDR  | 2:37.37,6 |
| 17     | Gerhard Hönicke        | GDR  | 2:43.31,6 |
| 18     | Evert Nyberg           | SWE  | 2:44.55,8 |
| 19     | Paul Genève            | FRA  | 2:45.08,0 |
| 20     | Werner Zylka           | FRG  | 2:47.40,0 |
| 21     | Guido Vögele           | SUI  | 2:48.11,6 |
| 22     | Niilo Sorrela          | FIN  | 2:48.43,2 |
|        | Nikolay Rumyantsev     | URS  | DNF       |
|        | Ron Hill               | GBR  | DNF       |
|        | Miguel Navarro         | ESP  | DNF       |
|        | Franjo Mihalić         | YUG  | DNF       |
|        | Haydar Erturan         | TUR  | DNF       |
|        | Salvatore Cuccuru      | ITA  | DNF       |

Turijn 1934 ·
Parijs 1938 ·
Oslo 1946 ·
Brussel 1950 ·
Bern 1954 ·
Stockholm 1958 ·
Belgrado 1962 ·
Boedapest 1966 ·
Athene 1969 ·
Helsinki 1971 ·
Rome 1974 ·
Praag 1978 ·
Athene 1982 ·
Stuttgart 1986 ·
Split 1990 ·
Helsinki 1994 ·
Boedapest 1998 ·
München 2002 ·
Göteborg 2006 ·
Barcelona 2010 ·
Zürich 2014 ·
Berlijn 2018 ·
München 2022 ·